# Alan Michette
Alan G. Michette (* 1. Februar 1950 in Norwich; † 8. Mai 2013 in Windsor) war ein britischer Physiker. Zu internationaler Bedeutung gelangte er auf dem Gebiet der Röntgenphysik, insbesondere der weichen Röntgenstrahlung.

## Werdegang
Michette studierte ab 1968 am University College London, wo er 1975 auf dem Gebiet der Teilchenphysik promoviert wurde. Im Lauf seines Studiums bis zur Promotion gewann er mehrere universitätsinterne Preise. Nach einem Postdoktoranden-Stipendium des Science Research Council war Michette zunächst als Forscher am heutigen Rutherford Appleton Laboratory tätig. Im Jahr 1981 nahm er eine Stelle als Hochschullehrer am Queen Elizabeth College in London an und folgte im Zuge von dessen Fusion mit dem King’s College London 1984–1985 dorthin. Als Stipendiat der Alexander-von-Humboldt-Stiftung verbrachte Michette 1988–1989 einen einjährigen Studienaufenthalt am Max-Planck-Institut für Quantenoptik in Garching.
Im Jahr 2001 wurde er Professor am King’s College und leitete dort zeitweise das Department of Physics.
Alan Michette war Mitglied des Academic Committee von Cumberland Lodge. Am 8. Mai 2013 verstarb er dort unerwartet während der Teilnahme an einer Veranstaltung.

## Leistungen
Zu Beginn seiner Karriere war Michette an der Forschung in der Gargamelle-Kollaboration beteiligt, die zur Entdeckung der schwachen neutralen Ströme und zur Auszeichnung der Kollaboration mit dem Teilchenphysik-Preis der European Physical Society im Jahr 2009 führte.
Im weiteren beruflichen Werdegang wendete sich Michette von der Teilchenphysik ab und gewann dank seiner Arbeiten zur weichen Röntgenstrahlung den Ruf einer internationalen Autorität auf diesem Gebiet, und zwar sowohl im Bereich der Instrumentierung, insbesondere der Röntgenquellen und Röntgenoptiken, als auch im Hinblick auf die analytischen Anwendungen der Strahlung, etwa für die Biologie oder die Materialwissenschaften.
Seit dem Jahr 2001 war Michette in dem europäischen COST-Rahmenprogramm in mehreren Projekten (actions) aktiv. Von 2002 bis 2006 war er Vorsitzender einer COST-Action zum Thema Laborquellen für kurzwellige Strahlung (Short Wavelength Laboratory Sources). Die Vollendung einer maßgeblich von ihm mit ins Leben gerufenen weiteren Action (Advanced X-ray spatial and temporal metrology) erlebte er nicht mehr.
Michette war an der Organisation mehrerer internationaler Kongresse beteiligt, unter anderem der Internationalen Konferenz für Röntgenmikroskopie, die 1990 in London unter der Federführung seines Instituts stattfand. Er verfasste mehr als 200 Fachartikel, viele davon gemeinsam mit seiner Ehefrau Sławka Pfauntsch, und war Koautor und Herausgeber mehrerer Fachbücher.

## Schriften (Auswahl)
- Alan G. Michette: Optical Systems for Soft X Rays. Plenum Press, New York 1986, ISBN 1-4612-9304-9, doi:10.1007/978-1-4613-2223-8 (344 S.).
- P. J. Duke, A. G. Michette (Hrsg.): Modern Microscopies: Techniques and Applications. Plenum Press, New York and London 1990, ISBN 1-4612-8777-4 (272 S.).
- Alan G. Michette, Graeme R. Morrison, Christopher J. Buckley (Hrsg.): X-Ray Microscopy III. Proceedings of the Third International Conference, London, September 3-7,1990. Springer, Berlin und Heidelberg 1992, ISBN 3-662-13894-8 (493 S.).
- A. G. Michette, C. J. Buckley (Hrsg.): X-Ray Science and Technology. Taylor & Francis, 1993, ISBN 0-7503-0233-X (376 S.).
- Alan G. Michette, Sławka Pfauntsch (Hrsg.): X-Rays: The First Hundred Years. John Wiley & Sons, Inc., New York 1996, ISBN 0-471-96502-2 (276 S.).
- Alexei Erko, Mourad Idir, Thomas Krist, Alan G. Michette (Hrsg.): Modern Developments in X-Ray and Neutron Optics. Springer, Berlin, Heidelberg, New York 2008, ISBN 978-3-540-74560-0 (534 S.).
- Alan G. Michette (Hrsg.): Short Wavelength Laboratory Sources. RSC Publishing, Cambridge 2013, ISBN 978-1-84973-456-1 (300 S.).